# Australia/New Zealand Cup w biegach narciarskich 2022
Australia/New Zealand Cup w biegach narciarskich 2022 – kolejna edycja tego cyklu zawodów. Rywalizacja rozpoczęła się 30 lipca w australijskim Falls Creek, a zakończyła 27 sierpnia również w tym samym ośrodku narciarskim.
Obrońcami tytułu wśród kobiet i mężczyzn byli reprezentanci Australii: Casey Wright i Phillip Bellingham.
Tegorocznymi zdobywcami pucharu zostali również reprezentanci Australii: Katerina Paul i Seve de Campo.

## Kalendarz i wyniki

### Kobiety
| Lp. | Data             | Miejscowość | Dystans                          | 1. miejsce      | 2. miejsce    | 3. miejsce      |
| --- | ---------------- | ----------- | -------------------------------- | --------------- | ------------- | --------------- |
| 1.  | 30 lipca 2022    | Falls Creek | Sprint s. klasycznym (1,2 km)    | Katerina Paul   | Ella Jackson  | Phoebe Cridland |
| 2.  | 31 lipca 2022    | Falls Creek | 10 km s. dowolnym                | Zana Evans      | Katerina Paul | Phoebe Cridland |
| 3.  | 20 sierpnia 2022 | Perisher    | Sprint s. dowolnym (1,2 km)      | Katerina Paul   | Zana Evans    | Phoebe Cridland |
| 4.  | 21 sierpnia 2022 | Perisher    | 5 km s. klasycznym               | Phoebe Cridland | Zana Evans    | Katerina Paul   |
| 5.  | 27 sierpnia 2022 | Falls Creek | 42 km s. dowolnym (start masowy) | Jessie Diggins  | Julia Kern    | Casey Wright    |

### Mężczyźni
| Lp. | Data             | Miejscowość | Dystans                          | 1. miejsce         | 2. miejsce      | 3. miejsce            |
| --- | ---------------- | ----------- | -------------------------------- | ------------------ | --------------- | --------------------- |
| 1.  | 30 lipca 2022    | Falls Creek | Sprint s. klasycznym (1,2 km)    | Lars Young Vik     | Seve de Campo   | Phillip Bellingham    |
| 2.  | 31 lipca 2022    | Falls Creek | 15 km s. dowolnym                | Phillip Bellingham | Seve de Campo   | Lars Young Vik        |
| 3.  | 20 sierpnia 2022 | Perisher    | Sprint s. dowolnym (1,2 km)      | Lars Young Vik     | Seve de Campo   | Fedele de Campo       |
| 4.  | 21 sierpnia 2022 | Perisher    | 10 km s. klasycznym              | Seve de Campo      | Peter Wolter    | Bentley Walker-Broose |
| 5.  | 27 sierpnia 2022 | Falls Creek | 42 km s. dowolnym (start masowy) | Peter Wolter       | Campbell Wright | Lars Young Vik        |

## Klasyfikacje
| Lp. | Zawodniczka             | Punkty |
| --- | ----------------------- | ------ |
| 1.  | Katerina Paul           | 390    |
| 2.  | Phoebe Cridland         | 280    |
| 3.  | Zana Evans              | 260    |
| 4.  | Sarah Slattery          | 225    |
| 5.  | Hannah Price            | 197    |
| 6.  | Maddie Hooker           | 195    |
| 7.  | Heli Laajoki            | 144    |
| 8.  | Charlotte Walker-Broose | 122    |
| 9.  | Ella Jackson            | 116    |
| 10. | Anna Trnka              | 104    |

| Lp. | Zawodnik              | Punkty |
| --- | --------------------- | ------ |
| 1.  | Seve de Campo         | 385    |
| 2.  | Lars Young Vik        | 370    |
| 3.  | Bentley Walker-Broose | 237    |
| 4.  | Peter Wolter          | 225    |
| 5.  | Phillip Bellingham    | 200    |
| 6.  | Fedele de Campo       | 192    |
| 7.  | Jake Adicoff          | 126    |
| 8.  | Lauro Brändli         | 121    |
| 9.  | John Mordes           | 116    |
| 10. | Noah Bradford         | 113    |